# Juanita du Plessis
Juanita du Plessis là một ca sĩ nhạc đồng quê nổi tiếng người Nam Phi, sinh ngày 26 tháng 4 tại Windhoek, Namibia. Cô được biết đến với bài hát Ska-Rumba. Sự nghiệp ca hát của Du Plessis bắt đầu vào năm 1998 với album đầu tay Juanita. Năm đó, cô đã giành được giải thưởng CMA (Hiệp hội âm nhạc quốc gia tại Namibia) với danh hiệu ca sĩ hay nhất, nhạc sĩ xuất sắc nhất và giải thưởng của Hiệp hội dành cho thành tích xuất sắc.
Tổng doanh thu đến nay của tất cả các album của cô tổng cộng lên đến 2.400.000. Năm 2010, cô giành được một giải thưởng âm nhạc Nam Phi trong hạng mục DVD tốt nhất của Nam Phi cho sản phẩm kỷ niệm 10 năm thành lập. Đĩa DVD là sản phẩm âm nhạc chứa nhiều thành công nhất trong 10 năm đầu sự nghiệp ca hát của cô. Cô cũng được trao vương miện nữ nghệ sĩ nổi tiếng nhất năm trong bảy năm liên tiếp tại lễ trao giải Tempo của Huisgenoot tại Johannesburg năm 2011. Năm 2018, cô đã kỷ niệm 20 năm làm việc trong ngành công nghiệp âm nhạc, phát hành album lớn nhất 20 Jaar - Treffers van 2008-2018.

## Album
- Young Hearts (Juanita Album)
- Ek en Jy (Ska-rumba)
- Dis waar ek wil wees
- Jy is...
- Altyd Daar
- Bly by my
- Jou Skaduwee
- Vlieg Hoog
- Volmaakte Kring
- Bring jou Hart, duet with Theuns Jordaan
- 10 Jaar Platinum Treffers
- Engel van my hart [2]
- Wees Lig
- Hart vol Drome, duet with Theuns Jordaan
- Jy Voltooi My
- Nashville  [3]
- Toe Staan Die Wêreld Stil
- Koningskind
- 20 Jaar - Treffers van 2008-2018

## DVD
- Juanita Op haar Beste
- Altyd daar DVD
- Bring jou hart
- 10 Jaar Platinum Treffers DVD
- Tydloos... Die Musiekvideo's
- Hart vol Drome, duet with Theuns Jordaan

## Đời tư
Juanita kết hôn với Herman du Plessis và họ có ba người con: Ruan, Mario và Franja (hai người cuối cùng là cặp song sinh). Em trai cô, Pieter Naudé, cũng là một nghệ sĩ Nam Phi xuất sắc. Con trai lớn nhất của cô, Ruan cũng là một ca sĩ người Hà Lan với nghệ danh Ruan Josh. Cô con gái duy nhất của cô, Franja, cũng là một ca sĩ người Hà Lan thành công và giành được 2 giải thưởng Ghoema vào năm 2017.